# Навіс біля Алебастрового Заводу
Навіс біля Алебастрового Заводу — археологічна пам'ятка в Ельбруському районі Кабардино-Балкарії, Росія. 
Тут виявлені унікальні для всього Північного Кавказу залишки неолітичної стоянки, яка датується від 8,2 тисяч років тому до 7,5-6,7 тисяч років тому або 5,7-4,8 тис. р. до н. е. 
..

## Розташування
Навіс біля Алебастрового заводу розташований на 60-метровій терасі лівого берега річки Баксан. 
Навіс розташований на околиці села Бедик Ельбруського району Кабардино-Балкарії.
У сучасному стані навіс є несильно нависаючою скелею, яка примикає до тераси 
.

## Історія вивчення
Навіс біля Алебастрового Заводу розташований у долині річки Баксан на 60-метровій терасі лівого берега. 
Стоянку було відкрито 1955 р. С.М. Замятніним та П.Г. Акрітас, в 1957 р. розкопки на площі 60 м² виявили два шари, які були датовані мезолітом. На цьому інформація про стоянку «Навіс біля Алебастрового заводу» обмежувалася.
У 2019 р. Л. В. Головановою поставлено невеликий шурф на ділянці, перекритій відвалом розкопок 1950-х років.
В результаті в шурфі було виявлено непорушені культурні відкладення потужністю до 2.3 м. 
З 2021 р. під керівництвом Л. В. Голованової ведуться археологічні розкопки та міждисциплінарні дослідження цієї пам'ятки. 
Вперше для пам'ятника отримано серійні абсолютні дати, дані з палеоекології та палеогеографії. 
Вперше на Північному Кавказі тут встановлено існування кількох неолітичних стоянок пізнього керамічного неоліту, з датуванням 7-8 тисяч років тому 
.

## Результати досліджень
Результати досліджень показали, що в розрізі цієї багатошарової пам'ятки представлено унікальну для Центрального Кавказу послідовність культурних верств від епіпалеоліту-неоліту і до пізнього середньовіччя. 
Найраніший етап заселення стоянки пов'язаний з періодом епіпалеоліту (шар 7) і датується бл. 9.5 тисяч років тому. 
Період формування прошарку 7, на думку дослідників пам'ятника, може відповідати переславському похолоданню (10-9 тис.л.н.). 
З цього шару походить колекція крем'яних та обсидіанових виробів, яка містить як знаряддя, так і предмети первинного розщеплення. 
Серед знарядь виділено скребки, пластини та платівки з ретушшю, геометричні мікроліти.
Вперше внаслідок останніх досліджень, проведених під керівництвом Л.В. Голованової, тут встановлено не лише найраніша поява керамічного неоліту на Північному Кавказі, але також простежується зміна неолітичної культури протягом часу. 
Матеріали шару 6В і 6/7 свідчать про ранню появу керамічного неоліту на Північному Кавказі, а також дають можливість вивчення розвитку неолітичної культури цього регіону протягом близько 1000–1500 років. 
Неолітичні верстви стоянки «Навісі біля Алебастрового заводу» виявляють аналогії в одночасних неолітичних культурах як на Південному Кавказі, так і у північному напрямку – Півдні Російської рівнини 
.
У вищерозташованому шарі 6А виявлені фрагменти кам'яних браслетів. Вони знаходять аналогії в культурно-хронологічному горизонті, до якого входять енеолітичні поселення Вільне, Скеля, Хутір Веселий, Мешоко на Північно-Західному Кавказі, а найближчі аналогії відомі в поселенні Замок та Нальчицькому могильнику на Північно-Центральному Кавказі. 
У шарі 5 виявлено кераміку куро-аракської культури. 
У шарі 4 знайдено кераміку хазарського часу. 
Верхні шари 1-3 можуть на підставі аналізу кераміки та датувань можуть належати до пізнього середньовіччя 
.